# Магура-2 (заповідне урочище)
Магура-2 — заповідне урочище місцевого значення. Об'єкт розташований на території Долинського району Івано-Франківської області, Собольське лісництво, квартал 11, виділ 20.
Площа — 21 га, статус отриманий у 2004 році.